# Maku
Maku - ماکو (persa) - és una ciutat muntanyosa del nord-oest de la província de l'Azerbaidjan Occidental a l'Iran. És en una gorga muntanyosa a 22 km de la frontera amb Turquia i a uns 20 km de la famosa Çaldiran (Chaldiran, Čaldiran) on es va lliurar la batalla decisiva entre els otomans i el safàvida Ismail Shah el 1514. A la rodalia hi ha una cova oratori, el monestir de Sant Tadeu, localment Kara Kelisa (Església Negra, en armeni Tgatevos Arakel) del segle X i reconstruït el 1247, i el palau Bakček Juk d'època qadjar. Hi va néixer el poeta armeni del segle XX Yéghiché Tcharents. La ciutat, abans armènia, és avui dia kurda i àzeri (majoritaris). Està creuada pel riu Zangmar. La població el 2006 era de 43.664. El 1950 tenia uns 6.670 habitants. És capital del shahrestan (comtat) del mateix nom, el més septentrional de la província. El shahrestan té uns 200.000 habitants.
Prop de Maku s'ha trobat una cambra urartiana tallada a la roca, prop de Sangar. Hi ha una important inscripció de Rusas II.
Maku fou després una ciutat de l'Armènia històrica, i capital de la província d'Artaz (El nom inicial de la província fou Shavarshan). El nom de la població es creu que deriva de "meki" que en armeni volia dir "pastures", però els iranians diuen que deriva de "mahkuh" que vol dir "Muntanya dels medes". Fou possessió dels Amatuní que va continuar quan Shapuh Amatuní i el seu fill Haman Amatuní es van establir a territori romà d'Orient, i van abandonar l'Aragadzotn (amb la capital Oixakan) conservant només el Maku com a vassalls dels Arzerunis de Baspracània. El viatger castellà Ruy González de Clavijo que hi va estar l'1 de juny de 1404, parla de la població armènia local i li dona el nom de Maki i diu que el governant era un príncep armeni de nom Noradin; Tamerlà no havia pogut ocupar la ciutat però Noradin havia accedit voluntàriament a cedir-li 20 cavallers. El seu fill gran fou portat a la cort d'Umar Mirza on es va fer musulmà i va agafar el nom de Suyurghatmish (Sorgatmix) i un altre fill Noradin el volia enviar a Europa perquè fos consagrat bisbe. Calvijo esmenta la presència d'un monestir dels dominicans. El 1406, un any després de la mort de Tamerlà, Maku va caure en mans de Kara Yusuf el cap dels turcmans qara qoyunlu. Després va passar als safàvides de Pèrsia (1502) que van derrotar els turcs prop de la ciutat, a Çaldiran el 1514. El 1574 els otomans van encarregar al kurd Iwad Beg d'ocupar Maku que pertanyia al cantó persa de Nakhitxevan. Iwad hoi va aconseguir i fou adjalik de Maku, on va governar fins a la seva mort vers 1592 o 1594 quan el va succeir el seu fill Mustafà Beg.
El 1605 Abbas I el Gran estava a Khoy i els kurds mahmudi de la regió de Maku no li van anar a retre homenatge. El cap kurd Mansur Beg fou enviat amb la seva gent a l'Iraq i el xa va atacar a Mustafà a Maku; la fortalesa al peu de la muntanya fou conquerida fàcilment però l'altra no ho va aconseguir. Llavors va fer saquejar el territori dels mahmudis agafant dones i nens. Els mahmudis homes capturats foren executats; el botí fou immens. Finalment el xa es va retirar sense haver obtingut la rendició de la fortalesa. El 1620 però Maku va passar als perses.
A la campanya de 1635 el sultà otomà Murat IV va inspeccionar personalment la fortalesa; el 1638/1639 va ordenar a Kara Mustafà Pasha negociar amb els perses la cessió de Maku i Kotur i pel tractat del 1639 els perses es van comprometre a arrasar Maku, Kotur i Maghazberd. Segons Ewliya Celebi foren els otomans els encarregats de la destrucció i van revocar al senyor local Mahmud Beg, ja que Maku quedava dins el seu territori. Una inscripció del temps d'Abbas II diu que aquest xa va ordenar la destrucció de la fortalesa perquè estava a l'abast dels insubmisos (mufsidan), i l'hauria destruït un tal Akbar el 1642/1643, i se suposa que Maku quedava dins a zona persa. Però en tot cas, després de la mort de Murat IV, sota el seu successor Ibrahim I els perses van recuperar Maku i Kotur.
Vers el 1647 es va revoltar Mustafà Beg, senyor kurd de la fortalesa de Shushik, dins de territori otomà però a la frontera persa. Amb aquesta avinentesa els perses van portar a Maku 2000 tiradors de Mazanderan. Els otomans van enviar un exèrcit de 72.000 homes a Shushik i Mustafà va fugir i es va refugiar a Maku. Els otomans en van demanar l'entrega que els fou concedida, però llavors Mehmed Pasha d'Erzurum va comminar als perses a evacuar Maku i destruir la fortalesa arranjada, tal com s'havia pactat, i si no ho feien atacaria la ciutat i la de Naxçıvan. No es coneix com va seguir la història, però que se sàpiga Maku va romandre en mans perses.
Des de 1747 fou capital d'un kanat conegut com a Kanat de Maku, o kanat Kangarli (del nom de la dinastia).
És famosa a la història dels baha'ís perquè allí fou exiliat el Bab - Sayyid Alí Muhàmmad Xirazí -i empresonat nou mesos. A la fortalesa Mulla Husayn, el primer deixeble del Bab, hi va anar a veure al Bab el 1848 per celebrar l'any nou. El Bab fou traslladat a una fortalesa més inaccessible (Čihrik) l'abril de 1848.